# Dalbergia bathiei
Dalbergia bathiei là một loài rau đậu thuộc họ Fabaceae. Loài này chỉ có ở Madagascar. Chúng hiện đang bị đe dọa vì mất môi trường sống.